# امیرپت، رانگا ردی
امیرپت، رانگا ردی (به انگلیسی: Ameerpet, Ranga Reddy) یک منطقهٔ مسکونی در هند است که در آندرا پرادش واقع شده‌است.